# Rachel Podger
Rachel Podger est une violoniste, née en 1968 en Angleterre, qui a vécu son enfance en Allemagne.

## Biographie
Rachel Podger née d'un père anglais et d'une mère allemande, elle a passé sa scolarité dans une école qui enseignait d'après la méthode Steiner. Elle a commencé aussi ses études musicales en Allemagne, puis en Angleterre, à la Guildhall School of Music and Drama de Londres, où elle a étudié avec David Takeno, Pauline Scott et Micaela Comberti (1953-2003). Pendant son séjour à Londres, Rachel a cofondé deux ensembles spécialisés dans la musique baroque, le « Florilegium » et l'« Ensemble Palladian », qui ont tous deux remporté un succès international, tant sur scène que grâce à leurs enregistrements.
En 1999, les premiers enregistrements de Rachel (pour Channel Classics), consacrés aux Sonates et Partitas de Johann Sebastian Bach, ont été salués par les critiques. Ces disques ont été suivis, en 2001, des sonates de Bach pour violon et clavecin, avec Trevor Pinnock, et ont été une fois de plus encensés.  Les deux CD ont été placés en tête des meilleurs enregistrements par le magazine BBC Music. En 2002, l'enregistrement de Rachel des Douze fantaisies pour violon seul de Telemann a remporté le Diapason d'Or et a été nommé au Top 20 annuel du magazine BBC Music pour le répertoire classique.  Elle enregistre aussi les Pièces de Clavecin en concert de Rameau, avec Trevor Pinnock. Ses projets d'enregistrement comprennent un disque du répertoire pour violon de Muffat, Biber, Pisendel et Walther, ainsi que les sonates de Mozart.
En 1997, Rachel Podger a été nommée directrice musicale de « The English Concert », ensemble avec qui elle a voyagé dans le monde entier, jouant de nombreuses fois en soliste. En tant que concertiste, elle est de plus en plus sollicitée, à la suite de ses nombreux concerts en Amérique du Nord, en Europe et en Corée. En tant que chef invitée ou soliste, elle a été aussi amenée à se déplacer en Amérique du Nord et en Pologne. Rachel a rejoint Andrew Manze au sein de l'Academy of Ancient Music, pour jouer les doubles concertos de Bach et Torelli.
Rachel Podger est professeur de violon baroque à la Guildhall School of Music and Drama of London depuis 1995, où elle a eu pour élève Leonor de Lera. Elle enseigne également à l'Académie Internationale d'été d'Innsbruck, à la Hochschule der Künste de Brême et régulièrement au Juilliard Historical Performance Program de la Juilliard School à New York.
En 2023, elle est nommée au poste de premier chef invité de l'ensemble Tafelmusik pour une période de deux ans à compter de septembre 2024.

## Discographie
- Jean-Sébastien Bach : Concertos pour violon N°1 et 2, avec Andrew Manze (violon baroque), concerto pour deux violons avec Rachel Podger (violon Pesarinus, Genova 1739) et The Academy of Ancient Music. L'enregistrement a été effectué en janvier 1999 et a été édité mars 1999 sous forme d'un CD audio

- Jean-Sébastien Bach : Sonates et partitas pour violon seul, avec Rachel Podger (violon Pesarinus, Genova 1739). Cet enregistrement, effectué en avril 98 et avril 99, a été publié d'abord sous forme de deux CD audio séparés, par Channel Classics, avec deux références distinctes : CCS 12198 (volume 1) et 14498 (volume 2). En 2002, une nouvelle édition est apparue sous forme d'un coffret de deux CD audio avec la référence CCS SEL 2498

- Jean-Sébastien Bach : 6 Sonates pour violon et clavecin, avec Rachel Podger (violon Pesarinus, Genova 1739), Trevor Pinnock (clavecin J.David d'après Jean-Henri Hemsch). Pour les sonates BWV 1021 et BWV 1019a, Jonathan Manson les soutient à la viole de gambe. Cet enregistrement, effectué en juin et août 2002, a été publié en 2002 sous forme d'un coffret de deux CD audio, par Channel Classics, avec la référence CCS 14798

- Georg Philipp Telemann : '12 'Fantaisies pour violon seul, avec Rachel Podger (violon Pesarinus, Genova 1739). Cet enregistrement a été publié en 2003 sous forme d'un CD audio par Channel Classics, avec la référence CSS 18298

- Jean-Philippe Rameau : Pièces de Clavecin en Concerts, avec Trevor Pinnock (clavecin), Rachel Podger (violon Pesarinus, Genova 1739), Jonathan Manson (viole de gambe), publié en 2002 sous forme d'un SACD/hybrid pcm, stereo, multichannel par Channel Classics CCS SA 19002. Le même enregistré est publié sous forme d'un CD audio avec la référence 19098

- Antonio Vivaldi :  La Stravaganza, 12 Concertos pour violon, avec Rachel Podger (violon Pesarinus, Genova 1739) et l'ensemble La Stravaganza de Cologne. Publié en avril 2003 sous forme de SACD/hybrid pcm, stereo, multichannel, avec la référence 19503 et sous forme d'un CD audio avec la référence 19598

- Wolfgang Amadeus Mozart : Intégrale des sonates pour fortepiano et violon, avec Rachel Podger (violon Pesarinus, Genova 1739) et Gary Cooper (fortepiano de D.Adlam d'après A.Walter, Wien 1795). Les premiers enregistrements de cette intégrale en 8 volumes, effectués en juin 2004, octobre 2004 et août 2005 ont été publiés, sous forme de cinq SACD/hybrid pcm, stereo, multichannel par Channel Classics avec la référence 21804 (volume 1, Diapason d'or[2]), 22805 (volume 2), 23606 (volume 3) et  24607 (volume 4) et 25607 (volume 5 à paraitre).